# Nicrophorus mongolicus
Nicrophorus mongolicus es una especie de escarabajo enterrador del género Nicrophorus, categorizada en la tribu Nicrophorini, de la subfamilia Nicrophorinae. Fue descrita por Shchegoleva-Barovskaya en 1933.

## Distribución
Se distribuye por Europa: Rusia (Siberia) y Asia: Kazajistán, Mongolia y Tayikistán.